# Selección Jalisco

Wappen des Bundesstaates Jalisco

Selección Jalisco bezeichnet die 1926 ins Leben gerufene Auswahlmannschaft des mexikanischen Bundesstaates Jalisco, die in den letzten drei Spielzeiten von 1940/41 bis 1942/43 in der Primera Fuerza, der Fußballmeisterschaft auf Amateurbasis in Mexiko, mitgewirkt hat. Sie setzte sich aus den besten Spielern der Mannschaften der Staatsliga von Jalisco zusammen und war in der Regel eine Angelegenheit der vier in Guadalajara beheimateten Topvereine Atlas, Chivas, Nacional und Oro.
Die Einführung der Profiliga ab der Saison 1943/44 beendete de facto ihre Daseinsberechtigung, da Atlas und Chivas (von Beginn an) und Oro (ab dem zweiten Jahr) als Repräsentanten des Bundesstaates Jalisco in die neu formierte höchste Spielklasse Mexikos aufgenommen wurde. Folgerichtig wurde die Auswahlmannschaft 1943 aufgelöst. Sie wurde aber gelegentlich wiederbelebt, wie zum Beispiel 1968 zur Teilnahme am IV. Hexagonal Internacional in Mexiko-Stadt. 
Vor Einführung der landesweiten Profiliga waren die Vereine aus Guadalajara immer wieder zu Gunsten der wohlhabenden und einflussreichen Vereine aus der Hauptstadt benachteiligt worden, weil diese es verstanden, die besten Spieler aus Jalisco mit lukrativen Angeboten nach Mexiko-Stadt zu locken. Denn während der Fußball in Jalisco tatsächlich ein Amateursport war, missachteten die großen Hauptstadtvereine den Amateurstatus und zahlten Gelder bzw. gewährten andere Vergünstigungen. Der hartnäckigste und erfolgreichste Werber war General Aguirre, der den von ihm gegründeten Militärclub Marte gleich mit mehreren Leistungsträgern der Selección Jalisco verstärkte – und damit natürlich gleichzeitig die Selección und die Vereine aus Guadalajara entsprechend schwächte.